# Scoparia elliptica
Scoparia elliptica là một loài thực vật có hoa trong họ Mã đề. Loài này được Cham. miêu tả khoa học đầu tiên năm 1833.